# Catapariprosopa edwardsi
Catapariprosopa edwardsi är en tvåvingeart som först beskrevs av Fritz Isidore van Emden 1945.
Catapariprosopa edwardsi ingår i släktet Catapariprosopa och familjen parasitflugor. Inga underarter finns listade i Catalogue of Life.